# ادموند گون

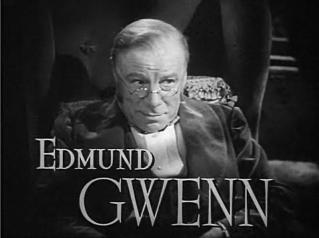

ادموند گون (انگلیسی: Edmund Gwenn؛ ۲۶ سپتامبر ۱۸۷۷ – ۶ سپتامبر ۱۹۵۹) هنرپیشه اهل انگلستان بود. شهرت او به خاطر بازی در نقش کریس کرینگل در فیلم معجزه در خیابان سی و چهارم محصول سال ۱۹۴۷ است که برای ایفای آن برندهٔ جایزه اسکار بهترین بازیگر نقش مکمل و جایزه گلدن گلوب شد. او جایزهٔ دومین گلدن گلوب خود را همراه با نامزدی جایزه اسکار برای فیلم کمدی آقای ۸۸۰ محصول ۱۹۵۰ را دریافت کرد. او همچنین در چهار فیلم به کارگردانی آلفرد هیچکاک بازی کرده است. او به عنوان یک بازیگر تئاتر صحنه‌ای در غرب و برادوی ، با طیف گسترده‌ای از آثار نمایشنامه نویسان مدرن، از جمله برنارد شاو، جان گالسوثی و جی بی بیستلی به روی صحنه رفت. پس از جنگ جهانی دوم، او به ایالات متحده مهاجرت کرد و در این دوران موفق به ورود به هالیوود و برادوی شد.

## جوایز
- جایزه اسکار بهترین بازیگر نقش مکمل مرد (۱۹۴۷)
- جایزه گلدن گلوب بهترین بازیگر نقش مکمل مرد در پنجمین دوره (۱۹۴۷)
- جایزه گلدن گلوب بهترین بازیگر نقش مکمل مرد در هشتمین دوره (۱۹۵۰)

## فیلم‌شناسی
- دوز و کلک (۱۹۳۱)
- وجه نقد (۱۹۳۳)
- پدر و پسر (۱۹۳۴)
- والتزس از وین (۱۹۳۴)
- مردگان متحرک (۱۹۳۶)
- آنتونی ادورس (۱۹۳۶)
- غرور و تعصب (۱۹۴۰)
- خبرنگار خارجی (۱۹۴۰)
- شبی در لیسبون (۱۹۴۱)
- اسکاتلندیارد (۱۹۴۱)
- لسی به خانه بر می‌گردد (۱۹۴۳)
- کلیدهای پادشاهی (۱۹۴۴)
- افسونگر (۱۹۴۵)
- زندگی با پدر (۱۹۴۷)
- تندر در میانکوه (۱۹۴۷)
- معجزه در خیابان ۳۴ام (۱۹۴۷)
- تپه‌های وطن (۱۹۴۸)
- چالشی برای لسی (۱۹۴۹)
- آقای ۸۸۰ (۱۹۵۰)
- چیزی برای پرندگان (۱۹۵۲)
- بی‌نوایان (۱۹۵۲)
- دو همسری (۱۹۵۳)
- دردسر هری (۱۹۵۵)